# Чу Люсян (фильм)
«Чу Люся́н» (кит. трад. 楚留香, палл. Чу Лю Сян), также известный под названием «Кланы интриги» (англ. Clans of Intrigue) — гонконгский художественный фильм, режиссёром которого выступил Чу Юань, и являющийся экранизацией романа Гу Луна о Чу Люсяне.

## Сюжет
Чу Люсян выпивает со своим другом, монахом У Хуа. Гун Наньянь, из подводного дворца, внезапно появляется и обвиняет Люсяна в том, что тот украл их магическую воду и совершил серию убийств. Она соглашается дать Люсяну месяц, чтобы тот смог очистить своё имя, иначе хозяйка дворца его убьёт. Любопытство и рвение Люсяна доказать свою невиновность побуждают его расследовать это дело.

## В ролях
- Ти Лун — Чу Люсян[англ.]
- Юэ Хуа[англ.] — монах У Хуа
- Чань Сикай — Су Жунжун
- Нора Мяо — Гун Наньянь
- Лин Юнь[англ.] — Идяньхун
- Ли Цзин — Чёрная Жемчужина
- Нэнси Янь — Цю Линсу
- Бетти Бэй[англ.] — принцесса Инь Цзи
- Тхинь Чхин — Наньгун Лин
- Лю Хуэйлин — Ли Хунсю
- Чжуан Ли — Сун Тяньэр
- Ку Фэн — Лэн Цюхунь
- Ян Чжицин — Чжа Мухэ
- Цзин Мяо — Сунь Сюэпу
- Гу Вэньцзун[кит.] — мастер Тянь Фэн
- Норман Чхёй[фр.] — Сун Ган
- Тереза Ха[кит.] — Чэнь Шаньгу
- Ку Куньчун[кит.] — Бань Тяньфэн
- Чжань Сэнь[англ.] — подручный Тяньфэна

## Кассовые сборы
Гонконгская премьера картины состоялась 5 марта 1977 года. «Чу Люсян» оказался в пятёрке хитов гонконгского кинопроката 1977 года, собрав за четырнадцать дней 2 505 283,1 HK$.

## Реакция
Реакция на фильм со стороны кинокритиков в целом благосклонная — встречаются очень положительные отклики, а также рецензии со сдержанно-положительным тоном.

## Релиз на цифровых носителях
В 2003 году состоялся выпуск фильма на DVD от Intercontinental Video Limited отреставрированной версии продолжительностью в 95 минут, которая содержит звуковые дорожки на путунхуа и кантонском диалекте, а также китайские (традиционные, упрощённые), английские, малайзийские и индонезийские субтитры. В том же году в свет вышло двухдисковое издание на VCD, содержащее треки на путунхуа и кантонском и субтитры на китайском и английском языках.

## Сиквел
Персонаж Люсяна в лице Ти Луна представлен ещё в двух фильмах студии братьев Шао:
- «Чу Люсян 2: Легенда о Летучей Мыши» (кит. 楚留香之二蝙蝠傳奇, англ. Legend of the Bat, 1978)
- «Чу Люсян: Деревня Призраков» (кит. 楚留香之幽靈山莊, англ. Perils of the Sentimental Swordsman, 1982)